# نظام المعلومات التسويقية
نظام المعلومات التسويقية أو نظام المعلومات التسويقي (بالإنجليزية: Marketing information system)‏ ويعرف باختصار MIS، هو أحد نظم المعلومات الذي تعتمد عليه إدارات المؤسسات في التسيير وإتخاد القرارات خصوصا القرارات التي لها علاقة بالتسويق.
تحتاج المؤسسة الإقتصادية إلى المعلومات في مختلف مراحل مشروعاتها، سواء في بداية المشروع أو خلاله أو عند مواجهة مشكلة تسويقية. ولتفادي الأخطاء في استغلال المعلومات، على المؤسسة تجميع كما هائلا من هذه المعلومات وفق نظام المعلومات التسويقية، حيث بفضله يقوم مدير التسويق باتخاذ كثير من القرارات المتعلقة بالسعر، الإعلان، الترويج، التوزيع، البيع والمنتوج، وبفضله أيضا يستطيع وضع خطة تسويقية وتقييم قراراته والنتائج المتوصل إليها.

## نظام المعلومات
استعملت عبارة نظام المعلومات لأول مرة في أوائل سنة 1970 بفرنسا، وقد كان توظيف هذه العبارة بمعناها الواسع.

### النظام

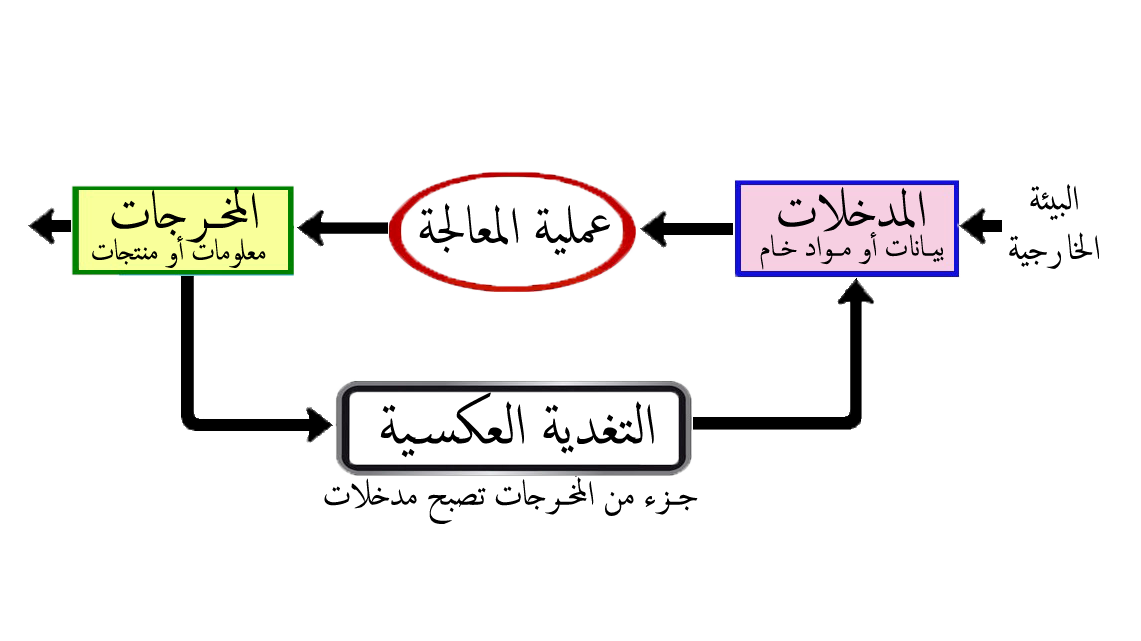
مكونات النظام و مراحله.

توجد تعاريف عديدة لمفهوم النظام تدور حول نفس المعنى، منها أنه:
هذه التعاريف وتعاريف كثيرة جعلت النظام يتكون من مجموعة من الأجزاء الأساسية، هي: المدخلات، عملية المعالجة، المخرجات والتغذية العكسية.

### المعلومة
حسب قاموس لاروس المعلومة هي: «الافاذات والمعطيات الجديدة بالراديو، التلفاز...الخ». والكثير لا يفرق بين البيانات (Data) والمعلومات (Information)، فالبيانات تعبر عن معطيات وملاحظات موضوعية وحقائق خام بخصوص ظواهر مادية ملموسة أو معاملات وأحداث تنظيمية. في حين تعبر المعلومات عن بيانات تم تشغيلها ووضعها في سياق له معنى وفائدة بالنسبة لمستخدم معين، لذلك فإن المعلومات تحمل قيمة مضافة فوق البيانات نتيجة لعملية التحويل أو المعالجة التي تمت عليها، أي أن البيانات هي عبارة عن المادة الخام للمعلومات. وهو ما معناه أن المعلومة هي: أداة إتصال، أداة لاتخاذ القرارات وأداة للقياس. تختص بالصحة، الدقة، الوضوح، الشمولية والفعالية. حيث تؤدي المعلومة الجيدة إلى إتخاذ قرارات رشيدة مع التقليل من الأخطاء.

### مفهوم نظام المعلومات
نظام المعلومات هو «لغة الإتصال بالتنظيم، مبنية بإدراك لتمثل بطريقة موضوعية سريعة واقتصادية بعض مظاهر نشاطه»، ويعرف أيضا على أنه «مجموعة منظمة من الأفراد والمعدات والبرامج وشبكات الاتصالات وموارد البيانات، والتي تقوم بتجميع وتشغيل وتوزيع المعلومات لمساندة اتخاذ القرارات والتعاون والرقابة داخل المنظمة». ويعني ذلك أنه: وسائل مادية وبشرية، تداخل بين الوسائل المادية والبشرية وربط للمؤسسة بالمحيط الخارجي مستجيبتا بذلك لاحتياجاته.

## ماهية نظام المعلومات التسويقية
تنظم المؤسسة الكيفية التي تتدفق بها المعلومات التسويقية، وتدرس حاجات مدرائها من المعلومات، وتصمم نظام معلومات تسويقية يلبي هذه الاحتياجات ويكون أكثر مرونة مع المتغيرات التسويقية بصفة خاصة والاقتصادية بصفة عامة.

### تعريفه

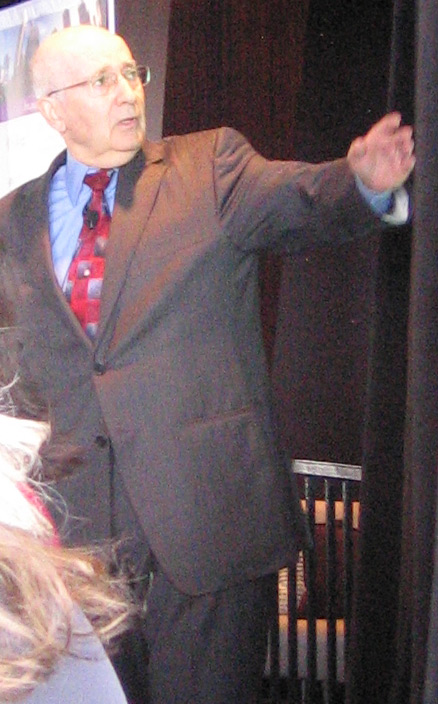
فيليب كوتلر: الأب الروحي للتسويق وواضع أسس علوم التسويق.

حسب فيليب كوتلر، فإن نظام المعلومات التسويقية هو: «الهيكل المعقد والمتكامل من الأطر البشرية والأجهزة والإجراءات الذي يصمم لتجميع البيانات من المصادر الداخلية والمصادر الخارجية للمنشأة بغرض توليد معلومات تساعد الإدارة التسويقية في وضع القرارات السليمة»، ويقصد كوتلر بذلك على أن هذا النظام هو مجموعة من الجهود المشتركة بين جميع العاملين بالمنظمة لجمع وتحليل وتصنيف ونشر المعلومات الخاصة باتخاذ القرارات لعمليات
التخطيط والتنفيذ والرقابة التسويقية وتحسينها.
و يتحدد مفهوم نظام المعلومات التسويقية من خلال أبعاد هي:
- يتمثل الهدف الجوهري لنظام المعلومات التسويقية هو توفير المعلومات الضرورية لإدارة التسويق. إلا أن هذه الخصوصية لا تعني حصر هذه الاستفادة في إدارة التسويق فقط، وإنما تعني أولوية إدارة التسويق في الاستفادة من المعلومات التي يوفرها هذا النظام، مع إمكانية استفادة الإدارات والمصالح الأخرى بالمؤسسة.
- لتوفير هذه المعلومات لابد من قيام نظام المعلومات التسويقية بتجميع البيانات من المصادر الداخلية والخارجية.
- يساهم نظام المعلومات التسويقية من خلال توفير المعلومات الضرورية في تعزيز قدرة الإدارة التسويقية على تحقيق جملة من الأهداف كتحديد وتقويم فرص البيع المحتملة، الاستجابة السريعة للمتغيرات في الظروف السوقية، تقرير مستويات الأسعار التي تعظم الربيحة، التحكم في التكاليف التسويقية وصياغة الاستراتيجيات المستقبلية.
- تستلزم إدارة وتشغيل نظام المعلومات التسويقية وجود مجموعة من المتطلبات الضرورية التي تتحدد في ضوء دقة وطبيعة المعلومات المعتمدة في تطبيقات هذا النظام.
- يستمر نظام المعلومات التسويقية باستمرار المؤسسة، وذلك بتجميع البيانات بطريقة متواصلة بغرض توفير المعلومات في كل الأوقات لأن الحاجة إليها غير مستبعدة وغير محددة.

### تطوره
مرت عملية تطور نظام المعلومات التسويقية بثلاثة مراحل، تعد بمثابة نقاط بارزة يمكن من خلالها إدراج أهم العوامل التي أسهمت في تعزيز الاهتمام بنظام المعلومات التسويقية:
- أوائل الثمانينيات: تمثلت وحدة البحوث التسويقية في هذه المرحلة الحلقة الأولى في نظام المعلومات التسويقية. وكانت هذه الوحدة تساهم بشكل كبير في تجهيز المعلومات الضرورية لحل المشاكل التسويقية التي كانت تجابه مدراء التسويق في المؤسسات.
- منتصف الثمانينات: شهدت هذه المرحلة العديد من التغيرات في البيئة التسويقية، وخاصة ما يتعلق بأذواق ورغبات المستهلكين واستراتيجيات المنافسين وسياسات الموردين والموزعين. وقد ساهمت التطورات الاقتصادية والسياسية في هذه المرحلة إلى حد بعيد في سد الفجوة الحاصلة بين قدرة البحوث التسويقية في توفير المعلومات وبين الحاجات المتجددة لإدارة التسويق إلى المعلومات. هذا التغير أدى إلى ظهور فكرة الاستخبارات التسويقية، لتكتمل بذلك المكونات الرئيسية لنظام المعلومات التسويقية.
- أوائل التسعينات: لقد زادت أهمية نظام المعلومات التسويقية على نحو أكبر، بحيث أصبح له كيان مستقل يتمثل بوجود تشكيل منظمي في إطار الخارطة النظمية للمؤسسة يطلق عليها اسم «وحدة نظام المعلومات التسويقية»، وأصبحت هذه الوحدة تسهم بقدر كبير في تحقيق التكامل والتنسيق بين النشاط التسويقي والأنشطة الأخرى في المؤسسة مثل: الإنتاج، المالية، البحث والتطوير، الموارد البشرية... إلخ.

عندما بدأت تطبيقات ثقافة المعلومات في نظام المعلومات الإدارية، وشملت هذه التطبيقات نظام المعلومات التسويقية، وأصبح الحاسوب لا غنى عنه في هذه التطبيقات، وذلك بالاستفادة من قواعد المعلومات ومن شبكات الإتصال المتطورة في زيادة كفاءة وفعالية نظام المعلومات التسويقية في المؤسسة. ولقد زادت في المؤسسات اليوم فعالية ومساهمة نظام المعلومات التسويقية في تدعيم الممارسات واتخاذ القرارات بسبب استخدام أحدث الوسائل التكنولوجية والأساليب العلمية المتطورة، سواء في حفظ المعلومات لمدة زمنية طويلة أو في حل المشاكل بطرق سريعة.